# Ochrotrichia guadalupensis
Ochrotrichia guadalupensis är en nattsländeart som beskrevs av Harris och Dudley Moulton 1993. Ochrotrichia guadalupensis ingår i släktet Ochrotrichia och familjen smånattsländor. Inga underarter finns listade i Catalogue of Life.